# دلوز توربر
دلوز توربر (انگلیسی: Delos Thurber; ۲۳ نوامبر ۱۹۱۶ – ۱۲ مهٔ ۱۹۸۷) ورزشکار دو و میدانی اهل ایالات متحده آمریکا بود.